# Ludwik Drożdż
Ludwik Drożdż (ur. 26 listopada 1918 w Grodkowie, zm. 11 czerwca 2012 w Kłodzku) – polski ekonomista i polityk, poseł na Sejm PRL VI, VII i VIII kadencji. Budowniczy Polski Ludowej.

## Życiorys
Syn Ludwika i Marianny. W Komunistycznym Związku Młodzieży Polski działał od 1935. Podczas wojny skierowany na roboty przymusowe w III Rzeszy. W Gliwicach wstąpił w 1944 do konspiracyjnej Armii Ludowej. Należał do Związku Walki Młodych i Polskiej Partii Robotniczej, w 1945 wysłany do Łodzi do Centralnej Szkoły Partyjnej. Był dyrektorem Centralnego Zarządu Przemysłu Chemicznego, potem sekretarzem i I sekretarzem Komitetu Miejskiego Polskiej Zjednoczonej Partii Robotniczej w Gliwicach. Następne lata spędził również w aparacie partyjnym, m.in. jako instruktor Wydziału Ekonomicznego Komitetu Centralnego PZPR, potem od 1961 w Poznaniu jako sekretarz ekonomiczny, a od 1964 we Wrocławiu, gdzie od 20 lutego 1971 do 11 października 1980 był I sekretarzem Komitetu Wojewódzkiego PZPR (od 1973 także szefem WRN). Poseł na Sejm PRL VI, VII i VIII kadencji, zrezygnował z mandatu w 1982. Przewodniczący Rady Narodowej miasta Wrocławia w latach 1975–1981.
Po wprowadzeniu w 1981 w Polsce stanu wojennego krótkotrwale (od 13 do 25 grudnia 1981) internowany wraz z grupą trzydziestu kilku innych prominentnych byłych działaczy partyjnych (obok Edwarda Gierka, Piotra Jaroszewicza i Edwarda Babiucha).
Zmarł 11 czerwca w Kłodzku, 4 dni później pochowany na Cmentarzu Grabiszyńskim we Wrocławiu.

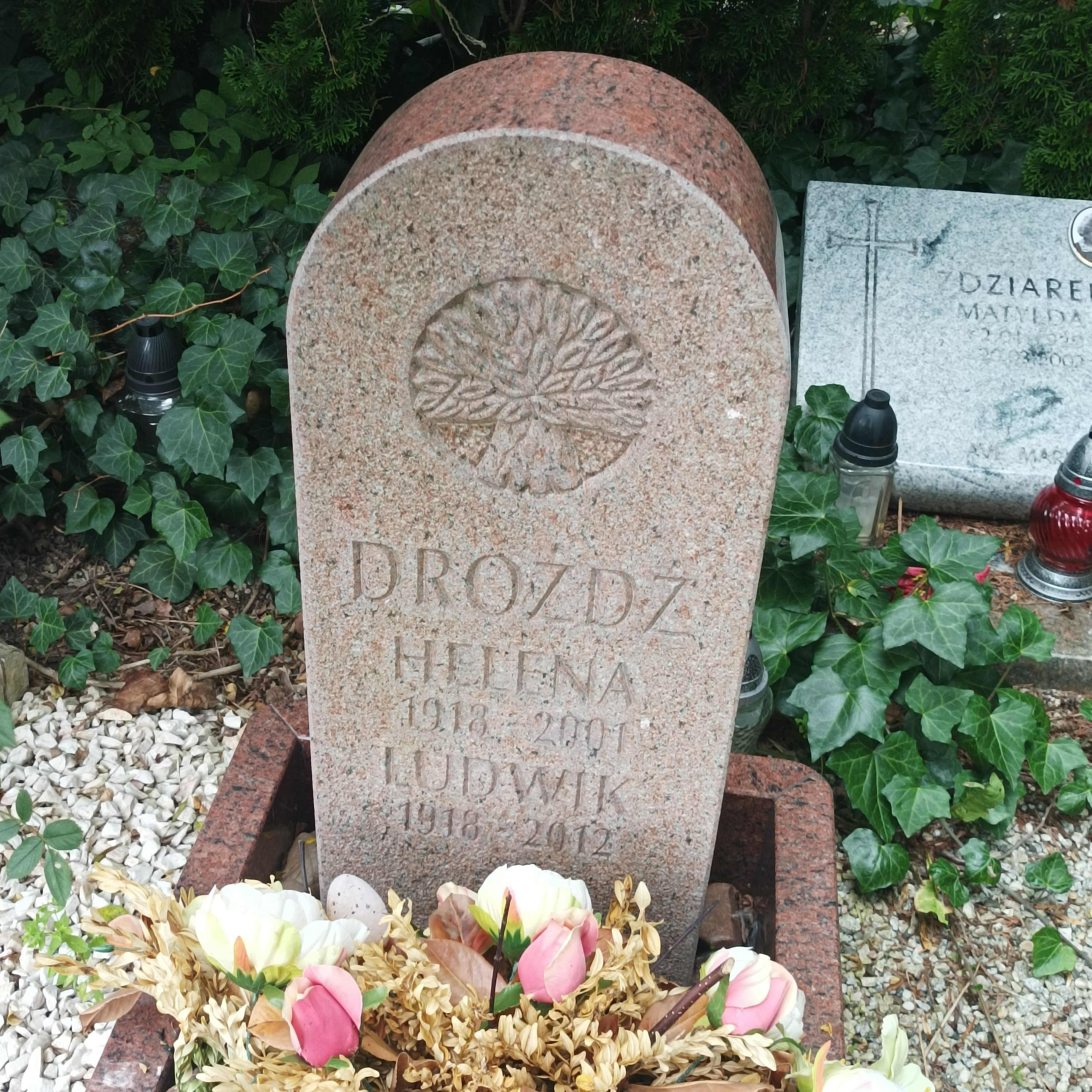
Grób Ludwika Drożdża na Cmentarzu Grabiszyńskim

Był odznaczony m.in. Orderem Budowniczych Polski Ludowej (1974), Orderem Sztandaru Pracy I i II klasy oraz Medalem 30-lecia Polski Ludowej (1974).